# Robin Neumann
Robin Neumann (12 december 1997) is een Nederlandse zwemster.

## Carrière
Neumann nam deel aan de Europese jeugdkampioenschappen zwemmen 2012 in Antwerpen. Op dit toernooi strandde ze in de halve finales van de 200 meter rugslag.
Tijdens de Olympische Jeugdzomerspelen 2014 in Nanking werd de Nederlandse uitgeschakeld in de series van de 200 meter rugslag. Op de 4x100 meter vrije slag eindigde ze samen met Kim Busch, Esmee Bos en Maaike de Waard op de vierde plaats. Samen met Kyle Stolk, Esmee Bos en Laurent Bams eindigde ze als vijfde op de gemengde 4x100 meter vrije slag.
Bij haar internationale seniorendebuut, op de Europese kampioenschappen kortebaanzwemmen 2015 in Netanja, eindigde Neumann als vierde op de 200 meter vrije slag. Daarnaast strandde ze in de series van zowel de 100 als de 400 meter vrije slag. Op de 4x50 meter vrije slag zwom ze samen met Marrit Steenbergen, Tamara van Vliet en Inge Dekker in de series, in de finales sleepten Dekker en Van Vliet samen met Ranomi Kromowidjojo en Femke Heemskerk de zilveren medaille in de wacht. Voor haar aandeel in de series ontving Neumann eveneens de zilveren medaille.
Op de Europese kampioenschappen zwemmen 2016 in Londen werd de Nederlandse uitgeschakeld in de series van de 200 meter vrije slag. Samen met Andrea Kneppers, Esmee Vermeulen en Femke Heemskerk veroverde ze de bronzen medaille op de 4x200m vrije slag.

## Internationale toernooien
| Jaar | Olympische Spelen                         | WK langebaan                               | WK kortebaan | EK langebaan                                                          | EK kortebaan                                                                         |
| ---- | ----------------------------------------- | ------------------------------------------ | ------------ | --------------------------------------------------------------------- | ------------------------------------------------------------------------------------ |
| 2015 |                                           | geen deelname                              |              |                                                                       | serie 100m vrije slag · 4e 200m vrije slag · 18e 400m vrije slag · 4x50m vrije slag* |
| 2016 | 26e 200m vrije slag 14e 4x200m vrije slag |                                            |              | serie 200m vrije slag · 4x200m vrije slag                             |                                                                                      |
| 2017 |                                           | 16e 200m vrije slag 7e 4x200m vrije slag   |              |                                                                       |                                                                                      |
| 2018 |                                           |                                            |              | 16e 200m vrije slag 6e 4x200m vrije slag 6e 4x200m vrije slag gemengd |                                                                                      |
| 2019 |                                           | 4e 4x100m vrije slag 10e 4x100m wisselslag |              |                                                                       | geen deelname                                                                        |
| 2020 |                                           |                                            |              | 4×100m vrije slag* ·                                                  |                                                                                      |

 *)Neumann zwom enkel de series

## Persoonlijke records
Bijgewerkt tot en met 8 augustus 2017
Kortebaan
| Afstand         | Tijd    | Datum           | Plaats  |
| --------------- | ------- | --------------- | ------- |
| 100m vrije slag | 53,84   | 3 december 2015 | Netanja |
| 200m vrije slag | 1.55,56 | 6 augustus 2017 | Berlijn |
| 400m vrije slag | 4.07,84 | 7 augustus 2017 | Berlijn |

Langebaan
| Afstand         | Tijd    | Datum         | Plaats    |
| --------------- | ------- | ------------- | --------- |
| 100m vrije slag | 55,02   | 10 april 2016 | Eindhoven |
| 200m vrije slag | 1.57,85 | 8 april 2016  | Eindhoven |
| 400m vrije slag | 4.16,26 | 12 maart 2016 | Edinburgh |